# وباء مركب
الوباء المركب هو أن يجتمع أو يتعاقب وباءان أو أكثر في المكان الواحد فيصعب تتبعه ويشتد أثره. تتطور الأوبئة المركبة في ظل التفاوت الصحي بسبب الفقر أو الإجهاد أو العنف المنظم ويدرسها علماء الأوبئة والإنسان الطبية من المختصين بالصحة العامة والصحة الجماعية وآثار الظروف الاجتماعية في الصحة.

## التاريخ
شمل الناس ببغداد وواسط وأصبهان والأهواز سنة (344ه/956م) داء مركب من دم وصفراء ووباء، مات بسببه خلق كثير، فقد كان الموتى في كل يوم يزيدون على ألف نفس. وكان ممن مات بوباء الري أبو علي بن محتاج صاحب جيوش خراسان ومات معه ابنه. 

## التفاعل الوبائي
تتفاعل الأوبئة ويؤثر هذا التفاعل في مسار الوباء وشدته وانتقاله وانتشاره. التفاعل بين الأمراض إما غير مباشر، حيث يسهل المرض حدوث المرض الآخر، أو مباشر، حيث تحدث الأمراض في نفس الظرف.